# ویلیام بوداین
ویلیام واشینگتن بوداین (انگلیسی: William Washington Beaudine؛ ‏ ۱۵ ژانویهٔ ۱۸۹۲ – ۱۸ مارس ۱۹۷۰) بازیگر، کارگردان، فیلم‌نامه‌نویس و تهیه‌کننده اهل ایالات متحده آمریکا بود.
او رکورددارِ ساختِ بیشترین تعداد فیلم در تاریخ سینماست به نحوی که ۱۸۲ فیلم بلند (۳۲ اثر صامت و ۱۴۴ فیلم ناطق) و ۱۲۰ فیلم کوتاه در ژانرهای متنوعی کارگردانی کرده‌است.
از فیلم‌های او می‌توان به مامان و بابا، دو هفته مرخصی، مرا ستاره کن و دست‌نیافتنی اشاره کرد.
هارولد بوداین برادر او بود.